# Stadium
A középkor óta hagyományosan, de hibásan Stadiumnak nevezett építményt a római Palatinus dombon a Domus Flavia, azaz Flavius-palota részeként Domitianus római császár építtette az 1. században.
Az ókori forrásokban a stadium elnevezés erre a területre sehol nem szerepel. A korabeli szerzők, mint Martialis és Juvenalis írásaiból kitűnik, hogy ez az épületek közötti sík terület tulajdonképpen egy zárt, gazdagon díszített kert volt, amelyben utak, virágágyak, szökőkutak, szobrok voltak. A palota lakói itt sétáltak, hordszéken vitették magukat, esetleg könnyű kocsikon hajtattak. Korabeli elnevezése hippodrom volt, ami a görög eredetiben még lovak gyakoroltatására szolgáló terület volt, az akkori római latinban azonban a hippodromus már hosszúkás alakú luxus-kertet jelentett, ami a nagyobb villák, paloták elengedhetetlen alkotórésze lett. A térség természetesen sportolásra, kisebb sportesemények rendezésére is alkalmas volt. 
A magas falakkal körülvett sík terület 160 méter hosszú és 48 méter széles. Déli széle lekerekített, mindkét végén szökőkutak voltak. Márványborítású oszlopokon nyugvó galéria vette körül. Keleti falán hatalmas nyitott császári páholy, exedra volt, jó kilátással az egész kertre.

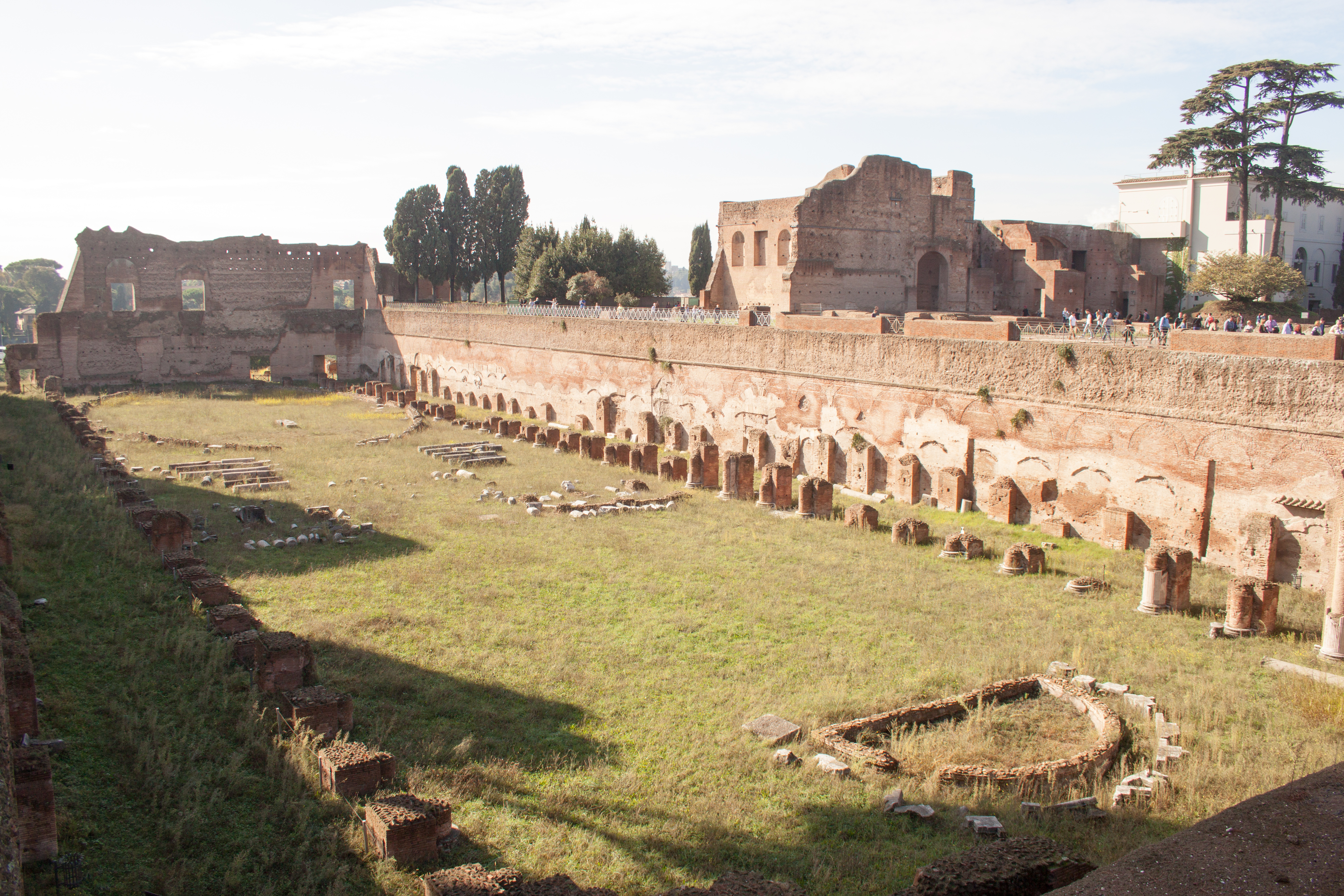
A kert hosszanti látképe
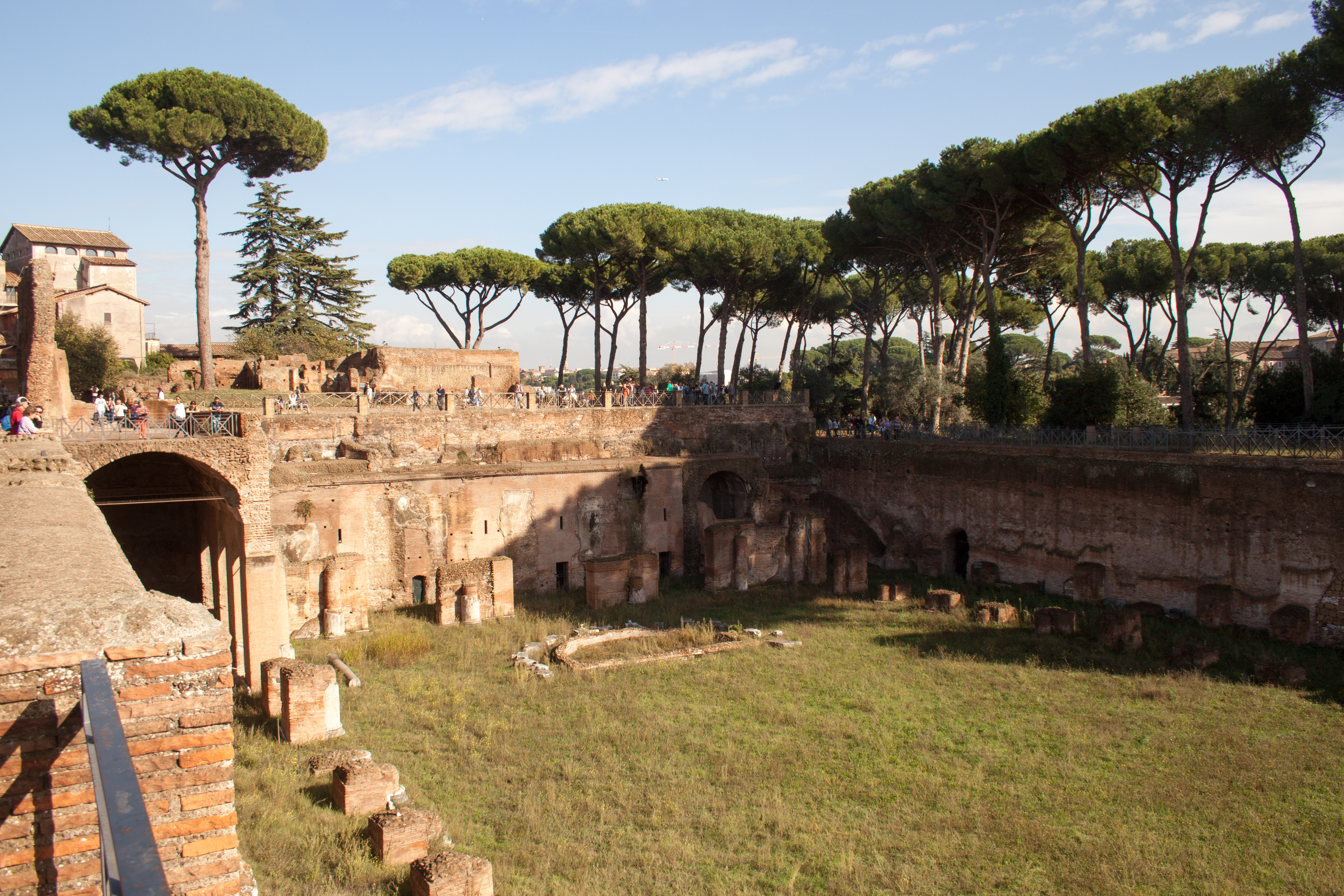
Az északi rész
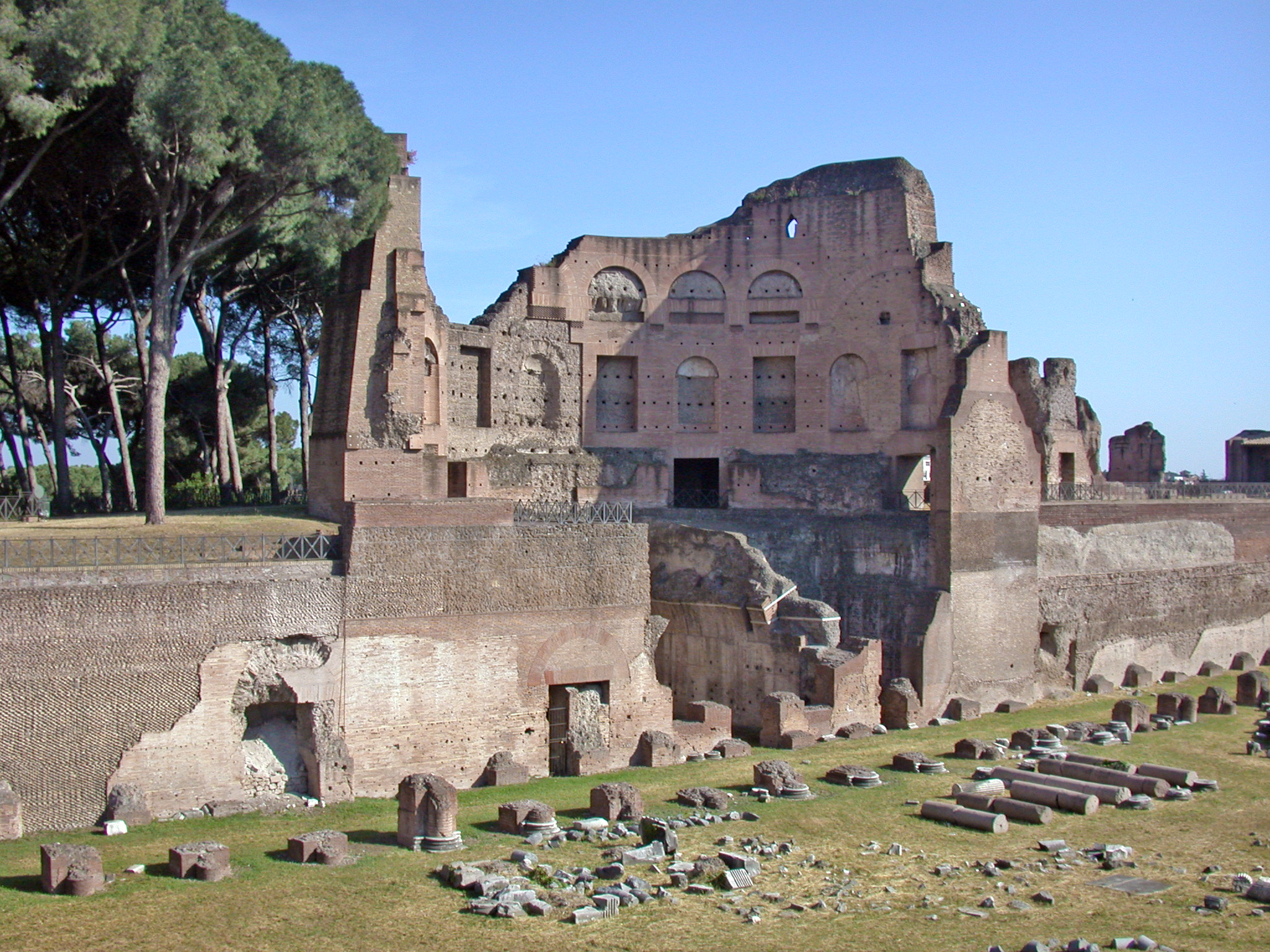
A kertre néző császári páholy épülete
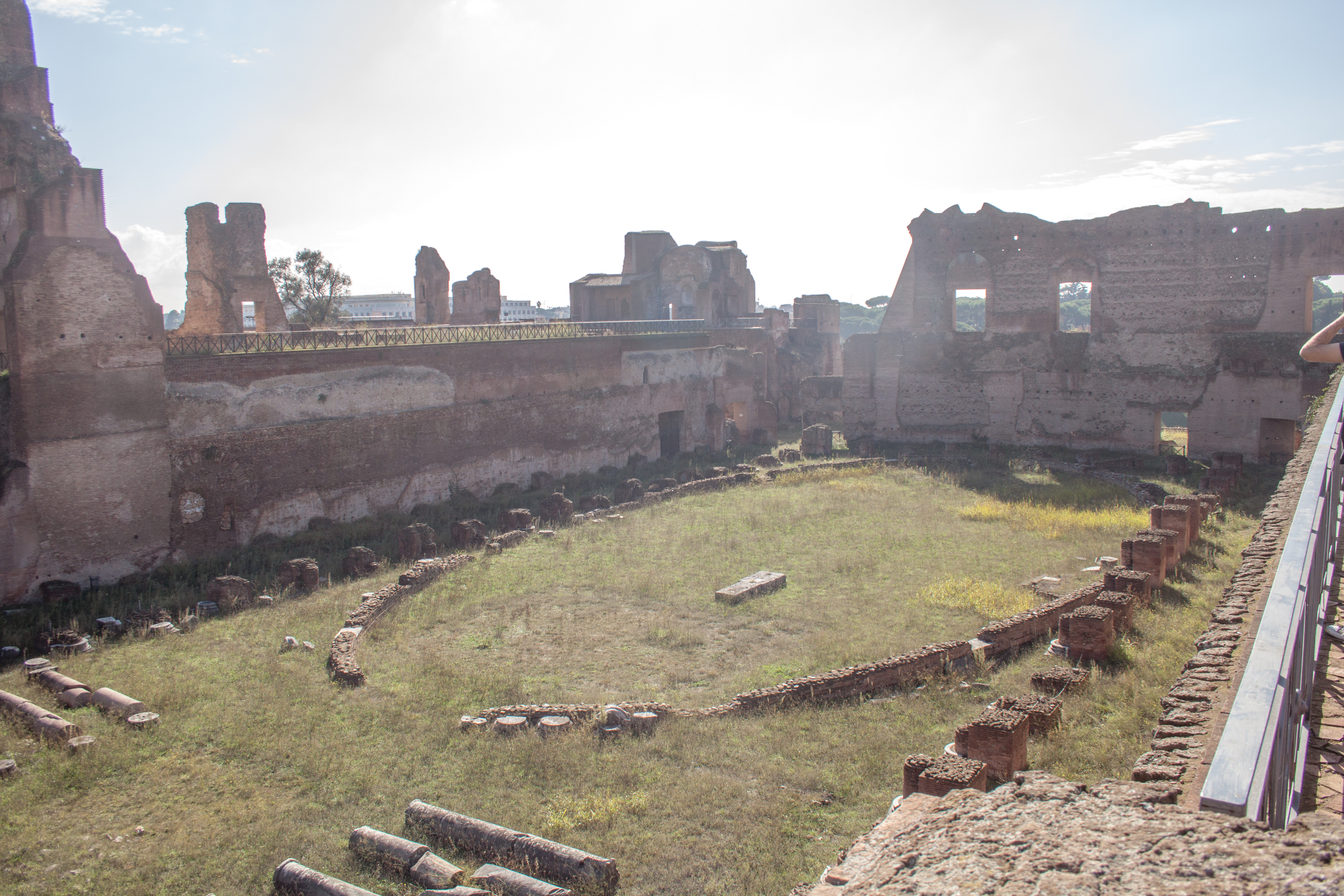
A déli rész